# هورست لانجه
هورست لانجه (بالألمانية: Horst Lange)‏ هو مؤلف وكاتب ألماني، ولد في 6 أكتوبر 1904 في لغنيتسا في بولندا، وتوفي في 6 يوليو 1971 في ميونخ في ألمانيا.

## وصلات خارجية
- هورست لانجه على موقع IMDb (الإنجليزية)
- هورست لانجه على موقع مونزينجر (الألمانية)
- هورست لانجه على موقع أول موفي (الإنجليزية)
- هورست لانجه على موقع كينوبويسك (الروسية)